# Football League Championship 2005-06
La Football League Championship 2005-06 (conocida como "the Coca-Cola Championship" por razones de patrocinio) fue la segunda temporada de la Football League Championship. 

## Ascensos y descensos
| Pos | a Premier League |
| --- | ---------------- |
| 1º  | Sunderland       |
| 2º  | Wigan Athletic   |
| 3°  | West Ham United  |

| Pos | a Football League Championship |
| --- | ------------------------------ |
| 18º | Crystal Palace                 |
| 19º | Norwich City                   |
| 20º | Southampton                    |

| Pos | a Football League Championship |
| --- | ------------------------------ |
| 1º  | Luton Town                     |
| 2º  | Hull City                      |
| 3º  | Sheffield Wednesday            |

| Pos | a League One      |
| --- | ----------------- |
| 22º | Gillingham        |
| 23º | Nottingham Forest |
| 24º | Rotherham United  |

## Datos de los clubes
| Equipo                  | Ciudad             | Estadio                 | Capacidad |
| ----------------------- | ------------------ | ----------------------- | --------- |
| Brighton & Hove Albion  | Brighton           | Withdean Stadium        | 8.900     |
| Cardiff City            | Cardiff            | Cardiff City Stadium    | 26.800    |
| Coventry City           | Coventry           | Ricoh Arena             | 32.600    |
| Crewe Alexandra         | Crewe              | Alexandra Stadium       | 10.200    |
| Crystal Palace          | Londres            | Selhurst Park           | 26.300    |
| Derby County            | Derby              | Pride Park Stadium      | 33.600    |
| Burnley                 | Burnley            | Turf Moor               | 22.600    |
| Millwall                | Londres            | The Den                 | 20.100    |
| Reading                 | Reading            | Madejski Stadium        | 24.200    |
| Southampton             | Southampton        | St. Mary’s Stadium      | 32.700    |
| Watford                 | Watford            | Vicarage Road           | 19.900    |
| Hull City               | Kingston upon Hull | KC Stadium              | 25.400    |
| Ipswich Town            | Ipswich            | Portman Road            | 30.300    |
| Leeds United            | Leeds              | Elland Road             | 39.500    |
| Leicester City          | Leicester          | Walkers Stadium         | 32.500    |
| Luton Town              | Luton              | Kenilworth Road Stadium | 10.200    |
| Norwich City            | Norwich            | Carrow Road             | 26.200    |
| Plymouth Argyle         | Plymouth           | Home Park               | 19.500    |
| Preston North End       | Preston            | Deepdale                | 22.200    |
| Queens Park Rangers     | Londres            | Loftus Road             | 19.100    |
| Sheffield United        | Sheffield          | Bramall Lane            | 32.700    |
| Sheffield Wednesday     | Sheffield          | Hillsborough Stadium    | 39.800    |
| Stoke City              | Stoke-on-Trent     | Britannia Stadium       | 28.400    |
| Wolverhampton Wanderers | Wolverhampton      | Molineux Stadium        | 28.500    |

## Clasificación
Los dos primeros equipos de la clasificación ascienden directamente a la Premier League 2006-07, los clubes ubicados del tercer al sexto puesto disputan un play-off para determinar un tercer ascenso.
|                                                 | Pos | Equipo                     | Pts | PJ | PG | PE | PP | GF | GC | Dif | Notas                                   |
| ----------------------------------------------- | --- | -------------------------- | --- | -- | -- | -- | -- | -- | -- | --- | --------------------------------------- |
|                                                 | 1.  | Reading (C) (A)            | 106 | 46 | 31 | 13 | 2  | 99 | 32 | 67  | Ascenso a la Premier League             |
|                                                 | 2.  | Sheffield United (A)       | 92  | 46 | 26 | 14 | 6  | 76 | 46 | 30  | Ascenso a la Premier League             |
|                                                 | 3.  | Watford (A)                | 81  | 46 | 22 | 15 | 9  | 77 | 53 | 24  | Playoffs de ascenso a la Premier League |
|                                                 | 4.  | Preston North End          | 80  | 46 | 20 | 20 | 6  | 59 | 30 | 29  | Playoffs de ascenso a la Premier League |
|                                                 | 5.  | Leeds United               | 78  | 46 | 21 | 15 | 10 | 57 | 38 | 19  | Playoffs de ascenso a la Premier League |
|                                                 | 6.  | Crystal Palace             | 75  | 46 | 21 | 12 | 13 | 67 | 48 | 19  | Playoffs de ascenso a la Premier League |
|                                                 | 7.  | Wolverhampton Wanderers    | 67  | 46 | 16 | 19 | 11 | 50 | 42 | 8   |                                         |
|                                                 | 8.  | Coventry City              | 63  | 46 | 16 | 15 | 15 | 62 | 65 | -3  |                                         |
|                                                 | 9.  | Norwich City               | 62  | 46 | 18 | 8  | 20 | 56 | 65 | -9  |                                         |
|                                                 | 10. | Luton Town                 | 61  | 46 | 17 | 10 | 19 | 66 | 67 | -1  |                                         |
|                                                 | 11. | Cardiff City               | 60  | 46 | 16 | 12 | 18 | 58 | 59 | -1  |                                         |
|                                                 | 12. | Southampton                | 58  | 46 | 13 | 19 | 14 | 49 | 50 | -1  |                                         |
|                                                 | 13. | Stoke City                 | 58  | 46 | 17 | 7  | 22 | 54 | 63 | -9  |                                         |
|                                                 | 14. | Plymouth Argyle            | 56  | 46 | 13 | 17 | 16 | 39 | 46 | -7  |                                         |
|                                                 | 15. | Ipswich Town               | 56  | 46 | 14 | 14 | 18 | 53 | 66 | -13 |                                         |
|                                                 | 16. | Leicester City             | 54  | 46 | 13 | 15 | 18 | 51 | 59 | -8  |                                         |
|                                                 | 17. | Burnley                    | 54  | 46 | 14 | 12 | 20 | 46 | 54 | -8  |                                         |
|                                                 | 18. | Hull City                  | 52  | 46 | 12 | 16 | 18 | 49 | 55 | -6  |                                         |
|                                                 | 19. | Sheffield Wednesday        | 52  | 46 | 13 | 13 | 20 | 39 | 52 | -13 |                                         |
|                                                 | 20. | Derby County               | 50  | 46 | 10 | 20 | 16 | 53 | 67 | -14 |                                         |
|                                                 | 21. | Queens Park Rangers        | 50  | 46 | 12 | 14 | 20 | 50 | 65 | -15 |                                         |
| Archivo:English football league logo detail.png | 22. | Crewe Alexandra (D)        | 42  | 46 | 9  | 15 | 22 | 57 | 86 | -29 | Descenso de categoría                   |
| Archivo:English football league logo detail.png | 23. | Millwall (D)               | 40  | 46 | 8  | 16 | 22 | 57 | 86 | -29 | Descenso de categoría                   |
| Archivo:English football league logo detail.png | 24. | Brighton & Hove Albion (D) | 38  | 46 | 7  | 17 | 22 | 39 | 71 | -32 | Descenso de categoría                   |

(C) Campeón (A) Ascendido (D) Descendido

### Play-Offs por el tercer ascenso a la Premier League
|  | Semifinales       | Semifinales | Semifinales |   |              | Final | Final |  |
|  |                   |             |             |   |              |       |       |  |
|  |                   |             |             |   |              |       |       |  |
|  | Leeds United      | 1           | 2           |   |              |       |       |  |
|  | Leeds United      | 1           | 2           |   |              |       |       |  |
|  | Preston North End | 1           | 0           |   |              |       |       |  |
|  | Preston North End | 1           | 0           |   | Leeds United | 0     |       |  |
|  |                   |             |             |   | Leeds United | 0     |       |  |
|  |                   |             | Watford     | 3 |              |       |       |  |
|  | Crystal Palace    | 0           | Watford     | 3 | 0            |       |       |  |
|  | Crystal Palace    | 0           |             |   | 0            |       |       |  |
|  | Watford           | 3           | 0           |   |              |       |       |  |
|  | Watford           | 3           | 0           |   |              |       |       |  |
|  |                   |             |             |   |              |       |       |  |

### Semifinales
| Play-Offs - Ida; 5 de mayo de 2006, 19:45 UTC+0 | Leeds United | 1:1     | Preston North End | Elland Road, Leeds     |                        |
|                                                 | - Lewis 74'  | Reporte | - 48' Nugent      | Árbitro(s): P Crossley | Árbitro(s): P Crossley |

| Play-Offs - Vuelta; 8 de mayo de 2006, 20:00 UTC+0 | Preston North End | 0:2     | Leeds United                                               | Deepdale, Preston       |                         |
|                                                    |                   | Reporte | - 56' Hulse - 61' Richardson - 68' Crainey - 90' Cresswell | Árbitro(s): Mike Thorpe | Árbitro(s): Mike Thorpe |

| Play-Offs - Ida; 6 de mayo de 2006, 12:15 UTC+0 | Crystal Palace | 0:2     | Watford                             | Selhurst Park, Londres |                       |
|                                                 |                | Reporte | - 46' King - 67' Young - 85' Spring | Árbitro(s): M J Jones  | Árbitro(s): M J Jones |

| Play-Offs - Vuelta; 9 de mayo de 2006, 19:45 UTC+0 | Watford | 0:0     | Crystal Palace | Vicarage Road, Watford   |                          |
|                                                    |         | Reporte |                | Árbitro(s): Steve Tanner | Árbitro(s): Steve Tanner |

### Final
| Final; 21 de mayo de 2006, 15:00 UTC+0 | Leeds United | 0:3     | Watford                                                    | Millennium Stadium, Cardiff                           |                                                       |
|                                        |              | Reporte | - 25' DeMerit - 57' (o.g.) Sullivan - 84' (pen.) Henderson | Asistencia: 64,736 espectadores Árbitro(s): Mike Dean | Asistencia: 64,736 espectadores Árbitro(s): Mike Dean |

## Estadísticas

### Goleadores
| Jugador                                 | Equipo         | Goles |
| --------------------------------------- | -------------- | ----- |
| Marlon King                             | Watford FC     | 22    |
| Dave Kitson                             | Reading FC     | 18    |
| Cameron Jerome                          | Cardiff City   | 18    |
| Kevin Doyle                             | Reading FC     | 18    |
| Darius Henderson                        | Watford FC     | 15    |
| Andy Johnson                            | Crystal Palace | 15    |
| Gary McSheffrey                         | Coventry City  | 15    |
| Ade Akinbiyi                            | Burnley FC     | 15    |
| Steve Howard                            | Luton Town     | 14    |
| Ashley Young                            | Watford FC     | 14    |
| Última actualización: 6 de mayo de 2006 |                |       |